# 84 a.C.

## Eventos
- Lúcio Cornélio Cina, pela quarta vez, e Cneu Papírio Carbão, pela segunda vez, cônsules romanos.
- Quinto ano da Primeira Guerra Civil da República Romana, entre os optimates de Lúcio Cornélio Sula e os populares, liderados por Cina desde a morte de Mário.
  - Cina é assassinado por seus próprios homens num motim e Carbão torna-se o líder dos populares.

## Nascimentos
- Cátulo - poeta (m. 54 a.C.)